# 寧鳴不默
《寧鳴不默》（英語：Keep Not Silent），以色列導演Ilil Alexander的紀錄片（2004年，52分，彩色），採訪耶路撒冷城內三位信奉正統派猶太教的女同性戀的故事。
正統派猶太教有許多不利於女同志的律法（請參考同性恋和犹太教）。在耶路撒冷城內，一群信仰正統派猶太教的女同志為了因應這個衝突處境，組織了名為「聖教拉子」（Ortho-dykes）的小小支持團體。片中主要介紹「聖教拉子」之中三位女同志的經歷。一位是單身女同志Yudith，多方尋求籌畫符合正統猶太教規矩的同性婚禮。一位是已婚已生育十名子女的女同志Miriam-Ester，為了維持家庭的宗教精神而繼續維持婚姻。而第三位已婚同志Ruth，在丈夫Boaz同意之下能夠固定與同性情人同居，也同樣為了家庭的宗教精神繼續維持婚姻，並且和兒子討論此事。
本片贏得以色列的奧斯卡「2004最佳紀錄片」。曾於2005年亞洲拉子影展播放。